# Leif Witasp
Leif Uno Witasp, född 2 mars 1951, är en svensk travtränare och före detta kusk. Han är far till travtränaren Kajsa Frick och har Rättviks travbana som hemmabana.
1994 tog Witasp sin 1000:e seger med hästen Moral. Den 18 februari 2011 tog han karriärens 2000:e seger, på Romme travbana med egentränade Jeanbatic.
Hans 2000:e tränarseger kom den 31 augusti 2017 då Viktoria Strand Jörgensen vann med hästen Simb Ransom på Rättviks travbana. 2021 drabbades han av en hjärnblödning.